# Torin Yater-Wallace
Torin Yater-Wallace (* 2. Dezember  1995 in Aspen) ist ein US-amerikanischer Freestyle-Skier. Er startet in den Disziplinen Halfpipe und Slopestyle.

## Werdegang
Yater-Wallace nimmt seit 2010 an Wettbewerben der FIS und der AFP World Tour teil. Seinen ersten internationalen Erfolg hatte er im Januar 2011 bei den Winter-X-Games 2011 in Aspen mit dem Gewinn der Silbermedaille im Halfpipe-Wettbewerb. Bei den folgenden Freestyle-Skiing-Weltmeisterschaften 2011 in Park City belegte er den 13. Platz auf der Halfpipe. Im März 2011 gewann er die Bronzemedaille bei den Winter-X-Games-Europe in Tignes. Im selben Monat absolvierte er in Tignes seinen ersten Weltcup, welchen er auch gewinnen konnte. Zu Beginn der Saison 2011/12 kam er beim US Grand Prix und Weltcup in Copper Mountain auf den zweiten Platz. Im weiteren Saisonverlauf errang er bei der Winter Dew Tour in Snowbasin den dritten Platz und in Killington den ersten Rang. Auf der Halfpipe bei den Winter-X-Games 2012 holte er die Bronzemedaille und bei den Winter-X-Games-Europe 2012 die Goldmedaille. Bei den Aspen/Snowmass Open errang er im Slopestyle den zweiten Platz. Die Saison beendete er auf den zweiten Platz in der AFP World Tour Gesamtwertung und der Weltcup-Halfpipewertung und den ersten Rang in der AFP World Tour Halfpipewertung.
Zu Beginn der Saison 2012/13 siegte Yater-Wallace im Weltcup in Cardrona. Es folgte im Weltcup ein weiterer Sieg in Sotschi und ein zweiter Platz in Park City. Im Januar 2013 gewann er bei den Winter-X-Games die Silbermedaille. Zwei Monate später holte er auf der Halfpipe bei den Freestyle-Skiing-Weltmeisterschaften in Voss die Silbermedaille und bei den Winter-X-Games-Europe die Goldmedaille. Zum Saisonende belegte er im Halfpipe-Weltcup und in der AFP Halfpipewertung den zweiten Platz. Bei seiner ersten Olympiateilnahme 2014 in Sotschi erreichte er den 26. Platz im erstmals ausgetragenen Halfpipe-Wettbewerb. In der Saison 2014/15 siegte er bei den Dew Tour Mountain Championships in Breckenridge und bei den AFP World Tour Finale in Whistler. Beim Weltcup in Copper Mountain kam er auf den zweiten Rang im Halfpipe-Wettbewerb und auf den dritten Rang im Big Air beim Jon Olsson Invitational in Åre. In der Saison 2015/16 wurde er bei den Winter-X-Games 2016 in Aspen Fünfter auf der Halfpipe und gewann bei den X-Games Oslo 2016 in Oslo die Goldmedaille auf der Superpipe. In der folgenden Saison siegte er beim Weltcup in Mammoth und in Pyeongchang und erreichte damit den 19. Platz im Gesamtweltcup und den vierten Rang im Halfpipe-Weltcup. Bei den Winter-X-Games 2017 errang er den sechsten Platz. Im Januar 2018 holte er bei den Winter-X-Games die Bronzemedaille und errang beim Weltcup in Mammoth den dritten Platz. Bei den Olympischen Winterspielen 2018 in Pyeongchang wurde er Neunter.

## Erfolge
Saison 2010/11
- 1. Platz FIS-Weltcup in La Plagne, Halfpipe
- 2. Platz Winter-X-Games 2011 in Aspen, Halfpipe
- 3. Platz Winter X Games Europe 2011 in Tignes, Halfpipe

Saison 2011/12
- 1. Platz Winter X Games Europe 2012 in Tignes, Halfpipe
- 1. Platz Winter Dew Tour in Killington, Halfpipe
- 1. Platz AFP World Tour Halfpipewertung
- 2. Platz FIS-Weltcup und US Grand Prix in Copper Mountain, Halfpipe
- 2. Platz Aspen/Snowmass Open in Aspen, Slopestyle
- 2. Platz AFP World Tour Gesamtwertung
- 2. Platz FIS-Halfpipe-Weltcup
- 3. Platz Winter-X-Games 2012 in Aspen, Halfpipe
- 3. Platz Winter Dew Tour in Snowbasin, Halfpipe

Saison 2012/13
- 1. Platz FIS-Weltcup und New Zealand Winter Games in Cardrona, Halfpipe
- 1. Platz FIS-Weltcup in Sotschi, Halfpipe
- 1. Platz Winter X Games Europe 2013 in Tignes, Halfpipe
- 2. Platz FIS-Weltcup und US Grand Prix in Park City, Halfpipe
- 2. Platz Freestyle-Skiing-Weltmeisterschaften 2013 in Oslo, Halfpipe
- 2. Platz Winter-X-Games 2013 in Aspen, Halfpipe
- 2. Platz AFP World Tour Halfpipewertung
- 2. Platz FIS-Halfpipe-Weltcup

Saison 2014/15
- 1. Platz Dew Tour Mountain Championships in Breckenridge, Halfpipe
- 1. Platz AFP World Tour Finale in Whistler, Halfpipe
- 2. Platz FIS-Weltcup und US Grand Prix in Copper Mountain, Halfpipe
- 3. Platz Jon Olsson Invitational in Åre, Big Air

Saison 2015/16
- 1. Platz X-Games Oslo 2016 in Oslo, Halfpipe

Saison 2016/17
- 1. Platz FIS-Weltcup in Mammoth, Halfpipe
- 1. Platz FIS-Weltcup in Pyeongchang, Halfpipe

Saison 2017/18
- 3. Platz FIS-Weltcup in Mammoth, Halfpipe
- 3. Platz Winter-X-Games 2018 in Aspen, Halfpipe